# Henry S. Kaplan

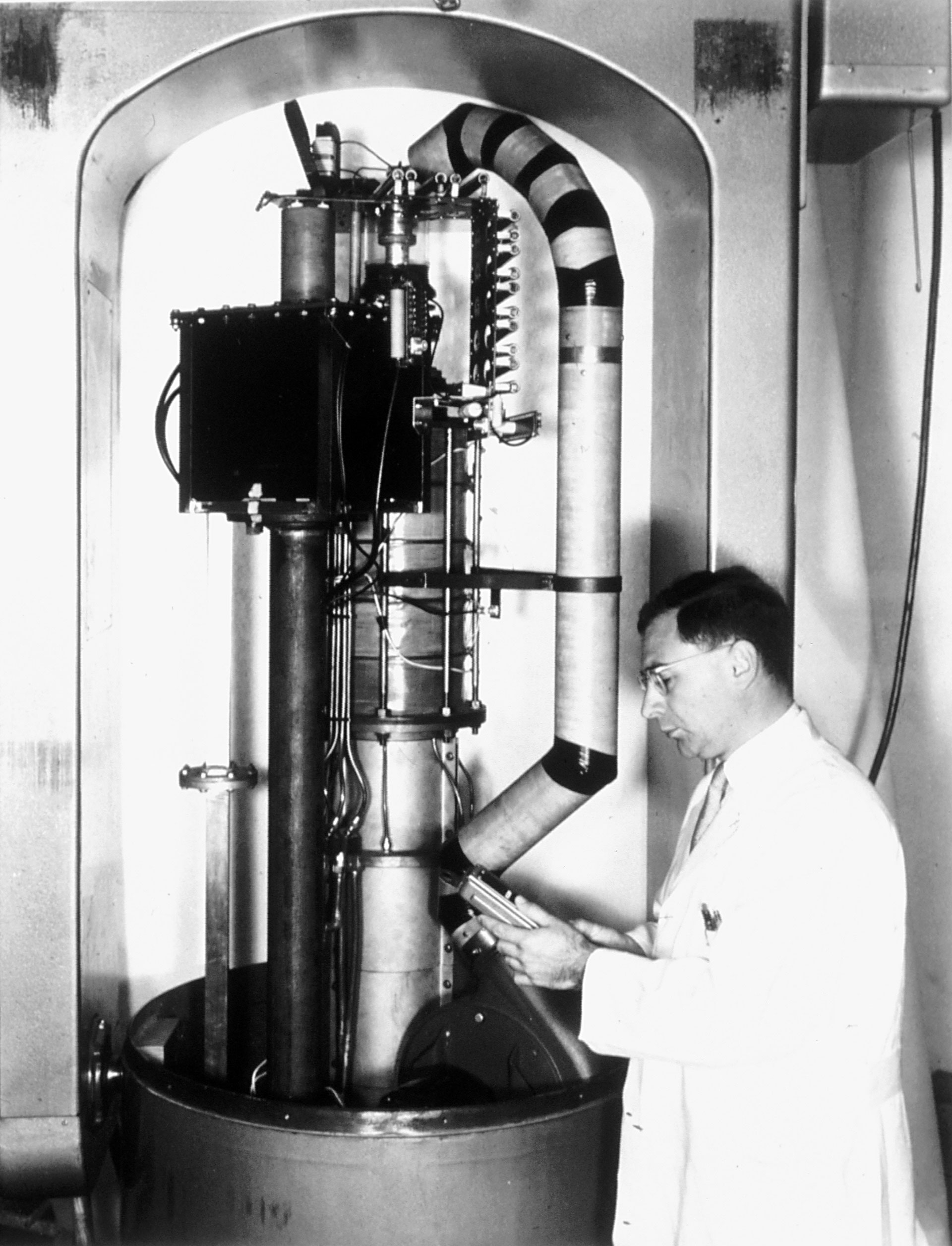
Henry Kaplan in den 1950er Jahren mit einem frühen Modell des zur Strahlenbehandlung in der Krebstherapie entwickelten Linearbeschleunigers. Für das Foto wurde die Sicherheitsabdeckung des Gerätes entfernt, im Geräteinneren ist die Elektronik des 6-MV-Gerätes zu erkennen.

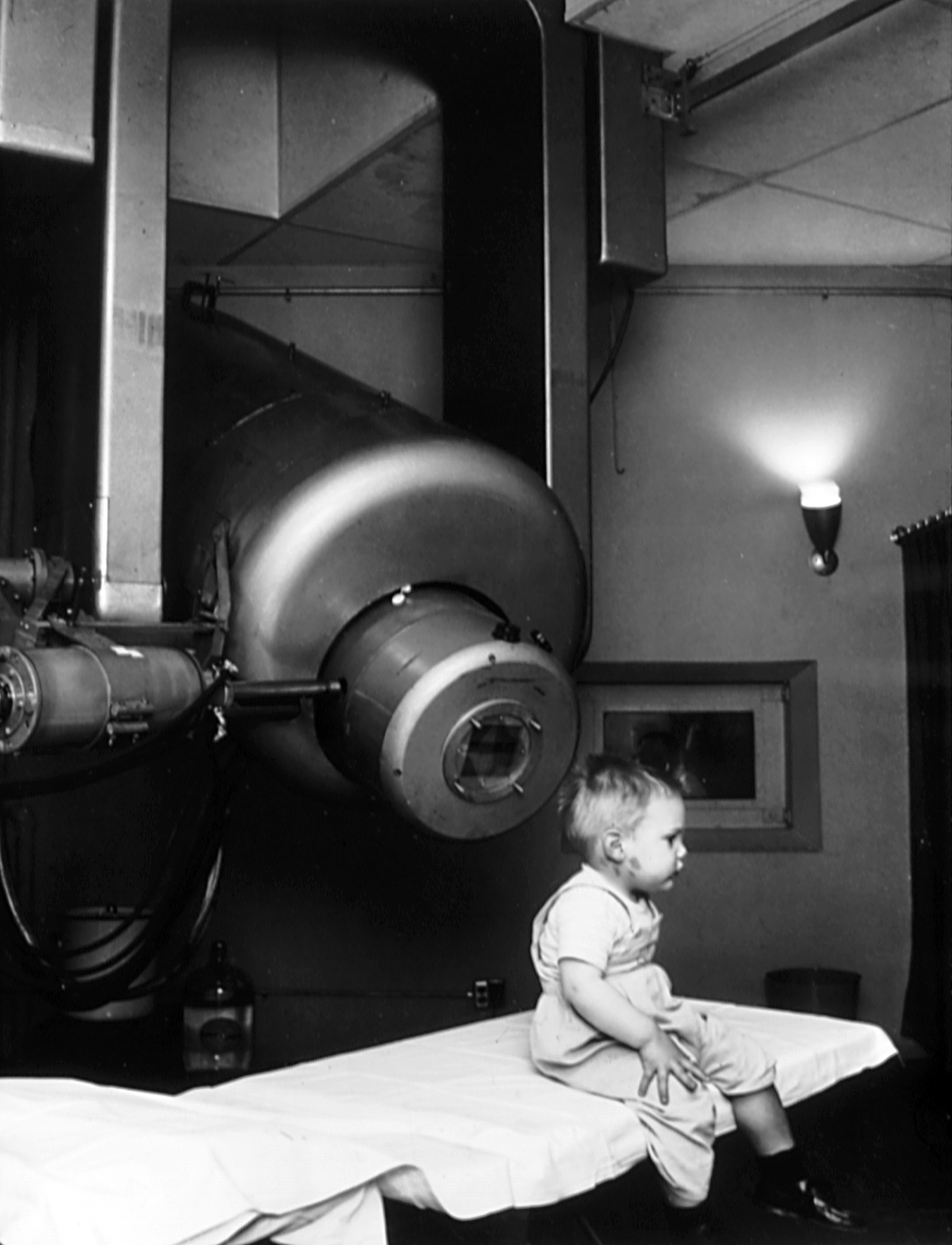
Gordon Isaacs, der erste Patient, der 1957 mit einem in der Strahlentherapie eingesetzten Linearbeschleuniger an einem Retinoblastom behandelt wurde. Sein rechtes Auge wurde am 11. Januar 1957 entfernt, da es von Krebs befallen war. Sein linkes Auge wies lediglich einen lokalen Tumor auf, was Henry Kaplan zum Versuch einer Behandlung mit dem Elektronenstrahl veranlasste. Gordon lebt heute an der East Bay und kann auf dem linken Auge normal sehen.

Henry Seymour Kaplan MD (* 24. April 1918 in Chicago, Illinois; † 4. Februar 1984 in Palo Alto bei San Francisco) war ein US-amerikanischer Radiologe, der grundlegende Erkenntnisse in der Strahlentherapie und in der Radiobiologie gewann.
Am Stanford University Medical Center der Stanford University in San Francisco erfand er zusammen mit Edward Ginzton den ersten Linearbeschleuniger für medizinische Zwecke in der westlichen Hemisphäre. Das 6-MV-Gerät wurde erstmals 1955 eingesetzt, sechs Monate nachdem ein ähnliches Gerät in England zum ersten Mal verwendet worden war. Der Schwerpunkt von Kaplans Tätigkeit lag eigentlich in der Behandlung von Krebserkrankungen, darunter auch auf der Behandlung des Hodgkin-Lymphoms, das vor Einsatz der Strahlentherapie normalerweise tödlich verlief.
Der erste von ihm mit Hilfe des Linearbeschleunigers behandelte Patient war Gordon Isaacs, der an einem Retinoblastom an seinem rechten Auge erkrankt war, das auch sein linkes Auge bedrohte. Der Patient wuchs nach der Behandlung geheilt auf und kann auf seinem linken Auge normal sehen.

## Leben
Kaplan wuchs in Chicago auf und begann sich nach seiner eigenen Aussage für die Onkologie zu interessieren, nachdem sein Vater an Lungenkrebs verstorben war. Der Nichtraucher Kaplan starb später an der gleichen Krankheit wie sein Vater. Kaplan studierte an der University of Chicago und schloss es im Alter von 22 Jahren erfolgreich als MD am Rush Medical College in Chicago ab. Er war anschließend an der University of Minnesota und der Yale University tätig, dort begann er, zuletzt als Assistant Professor, Radiologie zu lehren. Anschließend wechselte er für ein Jahr an das National Cancer Institute und übernahm dann im Alter von 30 eine Professur und die Leitung der erst aus zwei Personen bestehenden Abteilung für Radiologie in Stanford. Im Laufe seiner 36-jährigen Tätigkeit dort, davon die ersten 24 als Leiter des Bereichs, wurde die Radiologie in Stanford technisch und personell erheblich verstärkt, auch die Forschung wurde ausgebaut. Dies gelang im Wesentlichen durch eine stärkere Integration des klinischen Forschungs- und Ausbildungsbetriebes in die universitäre Landschaft in Palo Alto.
In der Krebsbiologie gewann er 1959 zusammen mit Miriam Lieberman die Erkenntnis, dass Leukämie und Krebs des Lymphsystems bei Mäusen durch ein Virus aktiviert werden, wenn durch Strahlung oder chemische Einwirkung die normale Funktion des tierischen Immunsystems unterdrückt wurde. 1975 konnte er diese Forschungen in einem eigens zu diesem Zweck eröffneten Forschungslabor für Krebsbiologie zusammenfassen.
Kaplan erkannte, dass Strahlen zum einen zur Diagnose und zum anderen auch zur Behandlung von Krankheiten eingesetzt werden konnten. 1960, zu der Zeit, in der er dem National Cancer Advisory Council angehörte, waren in den Vereinigten Staaten 120 Strahlentherapeuten tätig und 12 befanden sich in Ausbildung. Er wirkte auf eine bessere und spezialisierte Ausbildung hin und war an der Gründung der American Society for Therapeutic Radiology and Oncology beteiligt. In der Mitte der 1980er Jahre gehörten etwa 2000 Strahlentherapeuten dieser Berufsgesellschaft an, von denen mehr als die Hälfte als Strahlentherapeuten ausgebildet und in diesem Zweig zertifiziert worden waren. Darüber hinaus beriet er auch das Yarborough Committee, das 1974 für den Kongress den National Cancer Act ausarbeitete. Er forderte, dass die Regierung die Krebsforschung fördern solle.
Kaplan verfasste verschiedene Bücher über Herzkrankheiten bei Neugeborenen, das Hodgkin-Lymphom sowie über Krebserkrankungen im Lymphsystem.
Kaplan war seit 1942 verheiratet, seine Frau Leah Hope Lebenson arbeitete ebenfalls in Stanford, das Paar hat einen Sohn Paul und eine Tochter Ann Spears.

## Ehrungen (Auszug)
1965 wurde er als Ritter in die Ehrenlegion aufgenommen, seit 1982 war er Offizier der Ehrenlegion. 1966 bis 1967 war er Präsident der American Association for Cancer Research. 1968 wurde er als Fellow in die American Academy of Arts and Sciences aufgenommen. Am 14. Mai 1969 wurde er als erster Arzt zusammen mit fünf weiteren Preisträgern mit dem Atoms for Peace Award ausgezeichnet. Er war auch der erste Radiologe, der 1972 in die National Academy of Sciences der Vereinigten Staaten aufgenommen wurde. 1979 wurde er mit dem erstmals verliehenen Charles F. Kettering Prize der General Motors Cancer Research Foundation ausgezeichnet. Am 23. März 1981 wurde er als auswärtiges Mitglied in die Académie des sciences aufgenommen. Zu seiner Ehrung wurde an der Stanford University ein Lehrstuhl für Krebsbiologie mit seinem Namen bezeichnet.
Er gehörte dem Boards of Governors der neugegründeten Ben-Gurion-Universität im Negev in Beʾer Scheva und dem des Weizmann-Institutes in Rehovot an. Darüber hinaus saß er im wissenschaftlichen Beirat des Sharett-Institutes für Krebsforschung im Hadassah En Kerem Hospital an der Hebräischen Universität in Jerusalem.